# Hannah Mills
Hannah Mills (ur. 29 lutego 1988 w Cardiff) – brytyjska żeglarka sportowa, srebrna medalistka olimpijska z Londynu, dwukrotna mistrzyni świata.
Zawody w 2012 były jej pierwszymi igrzyskami olimpijskimi. Po medal sięgnęła w rywalizacji w klasie 470, gdzie partnerowała jej Saskia Clark. Wspólnie w 2012 zostały mistrzyniami świata w klasie 470 oraz srebrnymi (2011) medalistkami tej imprezy.
W 2006 była mistrzynią świata w klasie 420 wspólnie z Peggy Webster.